# Kemar Headley
Kemar Headley (sinh ngày 14 tháng 12 năm 1993) là một cầu thủ bóng đá người Barbados hiện tại thi đấu cho the Weymouth Wales ở vị trí tiền đạo.

## Sự nghiệp
Năm 2010, anh bắt đầu sự nghiệp chuyên nghiệp cho Weymouth Wales. Anh ra mắt quốc tế cho Barbados năm 2012.